# Omofon
În lingvistică, se numesc omofone (din elementele grecești ὁμο- (h)omo- „același” și φωνή phone „sunet”, „voce”; grafie alternativă: homofone) cuvintele care se pronunță la fel. Într-un sens mai larg se numesc tot omofone și alte elemente de limbă care se pronunță identic: sunete, secvențe de sunete, silabe, grupuri de cuvinte etc. Noțiunea se folosește mai ales atunci când elementele de limbă vizate se scriu diferit sau când nu ne interesează decât forma lor sonoră, ca de exemplu în cazul limbilor care nu au un sistem de scriere. Dacă în plus și scrierea este identică, atunci avem de a face cu omonime. O definiție alternativă a noțiunii impune condiția suplimentară ca omofonele să se scrie diferit.
Omofonele apar uneori în calambururi (exemplu: „Banul este un nume rar”) sau în exerciții de dicție (exemplu: „Stanca stă-n castan ca Stan”). Pe de altă parte, omofonia (exactă sau aproximativă) duce uneori la greșeli de scriere; de exemplu, prinde-ți și prindeți sunt adesea scrise unul în locul celuilalt, iar centru de difuzare a presei apare frecvent scris greșit sub forma centru de difuzarea presei.
Cuvintele care nu sunt omofone, dar care au pronunții suficient de asemănătoare încât să fie confundate, precum compliment și complement, se numesc paronime.

## Exemple

### Limba română
În limba română grafia urmărește îndeaproape pronunția și astfel cuvintele omofone sunt de regulă și omografe, ca de exemplu sare (verb) și sare (substantiv). Deoarece ortografia românească se abate totuși pe alocuri de la principiul fonemic, există și perechi de cuvinte omofone care nu se scriu la fel. Iată cîteva exemple:
- pronumele ea și verbul ia;
- pronumele ele cu substantivul iele;
- pronumele ei (fie plural de la el, fie genitiv-dativ de la ea) și verbul iei (a lua);
- aceeași și aceiași
- chil (lichid fiziologic) și kil („kilogram”);
- tocsine (plural de la tocsin, „clopot de alarmă”) și toxine (plural de la toxină, „substanță otrăvitoare”);
- lacs (specie de pești) și lax („lejer”);
- elementele de compunere kali- („potasiu”) și cali- („frumos”).

În schimb sînt frecvente situațiile cînd un grup de cuvinte intră în relație de omofonie cu un cuvânt sau cu un alt grup de cuvinte și deci în scris se pune problema intercalării spațiilor sau cratimelor în locurile potrivite:
- numai și nu mai;
- delegat și de legat;
- a-și (a își) și ași (plural de la as);
- deal, de-al și de-a-l;
- deschideți și deschide-ți;
- cuminte și cu minte.

### Alte limbi
| Limbă    | Omofone |
| -------- | --- |
| Franceză | - mer „mare (întindere de apă)” - mère „mamă” - maire „primar” |
| Franceză | - si „dacă” - six „șase” - scie „fierăstrău” - scient „taie (pers. a III-a pl.)” |
| Engleză  | - right „drept” - write „scrie” - rite „rit” |
| Engleză  | - brake „frână” - break „pauză” |
| Germană  | - Lied „cântec” - Lid „pleoapă” |
| Germană  | - Mär „mit” - Meer „mare (întindere de apă)” - mehr „mai mult” |
| Japoneză | - 貴社 kisha „firma dumneavoastră” - 記者 kisha „reporter” - 汽車 kisha „locomotivă cu aburi” - 帰社 kisha „întoarcere la propria firmă” - 騎射 kisha „tir cu arcul de pe cal” - 喜捨 kisha „act de caritate” |